# Madha
Madha, případně Vádí Madha (arabsky مدحاء‎), je území na severovýchodě Arabského poloostrova, v blízkosti Hormuzského průlivu, náležící Ománu. Jedná se o exklávu nacházející se v polovině cesty mezi druhou exklávou Ománu, která leží na poloostrově Musandam a zbytkem země. Zároveň vytváří enklávu uvnitř území Spojených arabských emirátů, neboť je obklopena emiráty Šardžá a Fudžajra. Náleží ke governorátu Musandam a tvoří v jeho rámci samostatný vilájet. Jeho rozloha činí přibližně 75 km². Hranice byla ustanovena v roce 1969.
Většinu území pokrývá neobydlená poušť. Rozvinutá část zvaná Nová Madha zahrnuje silnice, školu, poštu, policejní stanici, banku, dodávku elektřiny a vody a startovací dráhu pro letadla. Nachází se tu také Ománská královská policejní stráž.
Uvnitř této ománské enklávy se nachází další enkláva zahrnující vesnici Nahwa, která je exklávou Spojených arabských emirátů, konkrétně emirátu Šardžá.